# Abdellatif Laabi
Abdellatif Laabi (àrab: عبد اللطيف اللعبي)  (Fes, 1942) és un escriptor marroquí. Va ser fundador de la revista Souffles (1966-1972), i ha desenvolupat un important paper en la renovació de les lletres del Magreb i en l'elaboració d'una alternativa revolucionària d'esquerres. Després de passar vuit anys i mig a la presó, el 1980 va publicar Le Chemin des ordalies (El camí de les ordalies). És autor de diversos llibres de poesia, teatre, novel·la, correspondència i assaig. Ha publicat una antologia de poesia palestina contemporània i ha traduït de l'àrab al francès a Mahmud Darwix i altres importants escriptors àrabs.